# Кастелети (Ђенова)
Кастелети је насеље у Италији у округу Ђенова, региону Лигурија.
Према процени из 2011. у насељу је живело 24 становника. Насеље се налази на надморској висини од 191 м.